# Pseudosericania gibbiventris
Pseudosericania gibbiventris är en skalbaggsart som beskrevs av Kobayashi 1980. Pseudosericania gibbiventris ingår i släktet Pseudosericania och familjen Melolonthidae. Inga underarter finns listade i Catalogue of Life.